# Dark (computerspel)
Dark (of DARK) is een actierollenspel ontwikkeld door Realmforge Studios en uitgegeven door Kalypso Media. Het spel kwam in juli 2013 uit voor Microsoft Windows en de Xbox 360.

## Gameplay
Dark is een stealth game waarin de speler als Eric Bane (Doug Cockle), een vampier die aan geheugenverlies lijdt, speelt.

## Ontvangst
| Recensiescore       | Recensiescore            |
| Recensieverzamelaar | Score                    |
| ------------------- | ------------------------ |
| Metacritic          | Win: 41/100 X360: 38/100 |
| Publicist           | Score                    |
| Eurogamer           | 3/10                     |
| GameSpot            | 3,5/10                   |
| GamesRadar+         | 5/10                     |
| IGN                 | 4/10                     |
| InsideGamer         | 3/10                     |
| XGN                 | 4,5/10                   |

Dark is over het algemeen slecht ontvangen. Het spel heeft gemiddelde scores van 40 uit 100 op Metacritic. Kevin Eyken, recensent van InsideGamer, gaf Dark een 3 uit 10 en zei: "Dark is saai, frustrerend en niet aantrekkelijk. Het speelt niet fijn, de personages zijn niet interessant en het verhaal boeit geen seconde.".